# Afdeeling Beroepsgoederenvervoerders der Motorwielrijders Vereeniging
De Afdeeling Beroepsgoederenvervoerders der Motorwielrijders Vereeniging (ABMV) was een vereniging van motorrijders in het eerste jaar van de Tweede Wereldoorlog. Ze was een onderdeel van de KNMV.
Toen Nederland in 1940 bezet werd, waren veel bestuurders van de Koninklijke Nederlandsche Motorwielrijders Vereeniging gemobiliseerd en als gevolg daarvan krijgsgevangen genomen. De Duitse bezetters zetten de rantsoenering van benzine, die al aan het einde van 1939 in een groot deel van Europa was ingevoerd, voort. Toch moesten bepaalde beroepsgroepen van brandstof voorzien worden om het dagelijkse leven door te laten gaan. Door de rantsoenering waren veel leveranciers al gedwongen hun werk met motorcarriers of zijspannen te doen. Daarom werd in juni 1940 besloten de motorrijders bij de "beroepsgoederenvervoerders" te voegen. Zo konden zij zich aansluiten bij de Centrale Organisatie Beroepsgoederenvervoer. Al in november 1940 werd de ABMV weer opgedoekt omdat het beroepsgoederenvervoer bij een andere organisatie werd ondergebracht.